# Asia Pacific Poker Tour Saison 6
Résultats et tournois de la saison 6 de l'Asia Pacific Poker Tour (APPT).

## Résultats et tournois

### APPT 6 Queenstown Snowfest
- Lieu : Skycity Casino, Queenstown,  Nouvelle-Zélande[1]
- Prix d'entrée : 3 000 NZD[1]
- Date : Du 24 au 29 juillet 2012[1]
- Nombre de joueurs :  149
- Prize Pool : 402 300 NZD
- Nombre de places payées :  15

| Place | Nom                | Prix        |
| ----- | ------------------ | ----------- |
| 1er   | David Allan        | 110 600 NZD |
| 2e    | Ken Demlakian      | 70 400 NZD  |
| 3e    | Jordan Westmorland | 41 200 NZD  |
| 4e    | Ricky Kroesen      | 34 200 NZD  |
| 5e    | Xin Zhao           | 28 200 NZD  |
| 6e    | Mathew Wakeman     | 23 100 NZD  |
| 7e    | Diwei Huang        | 19 100 NZD  |
| 8e    | Ivan Zalac         | 15 100 NZD  |
| 9e    | David Evans        | 12 070 NZD  |

### APPT 6 Melbourne
- Lieu : Crown Casino, Melbourne,  Australie[2]
- Prix d'entrée : 5 000 AUD[2]
- Date : Du 30 août au 3 septembre 2012[2]
- Nombre de joueurs :  257
- Prize Pool : 1 207 900 AUD
- Nombre de places payées :  28

| Place | Nom              | Prix        |
| ----- | ---------------- | ----------- |
| 1er   | Samad Razavi     | 326 125 AUD |
| 2e    | Keith Walker     | 205 345 AUD |
| 3e    | Tom Grigg        | 114 750 AUD |
| 4e    | Wayne Bentley    | 87 575 AUD  |
| 5e    | Gary Benson      | 72 475 AUD  |
| 6e    | James Bills      | 57 375 AUD  |
| 7e    | Kristian Lunardi | 45 300 AUD  |
| 8e    | Nigel Andrews    | 36 240 AUD  |
| 9e    | Brendon Rubie    | 27 175 AUD  |

### APPT 6 Macao
- Lieu : Grand Waldo Hotel, Taipa,  Macao[3]
- Prix d'entrée : 100 000 HKD[3]
- Date : Du 7 au 11 novembre 2012[3]
- Nombre de joueurs :  184
- Prize Pool : 242 258 HKD
- Nombre de places payées :  22

| Place | Nom                | Prix          |
| ----- | ------------------ | ------------- |
| 1er   | Xing Zhou          | 3 547 500 HKD |
| 2e    | Andy Ying Kit Chan | 3 547 500 HKD |
| 3e    | Michael Kanaan     | 1 731 000 HKD |
| 4e    | Jacques Zaicik     | 1 384 000 HKD |
| 5e    | Alan Sass          | 1 125 000 HKD |
| 6e    | Tsugunari Toma     | 952 000 HKD   |
| 7e    | Andrew Hinrichsen  | 779 000 HKD   |
| 8e    | Tom Alner          | 606 000 HKD   |
| 9e    | Hung Wang          | 432 700 HKD   |